# Nicolăeni, Bolgrad
Nicolăeni (în ucraineană Миколаївка, transliterat: Mîkolaiivka, în rusă Николаевка, transliterat: Nikolaevka) este un sat în comuna Borodino din raionul Bolgrad, regiunea Odesa, Ucraina.

## Demografie
Componența lingvistică a comunei Nicolăeni
     Rusă (91,48%)
     Română (4,53%)
     Ucraineană (1,91%)
     Găgăuză (1,07%)
     Alte limbi (0,83%)
Conform recensământului din 2001, majoritatea populației comunei Nicolăeni era vorbitoare de rusă (91,48%), existând în minoritate și vorbitori de română (4,53%), ucraineană (1,91%) și găgăuză (1,07%).